# 花嶼
花嶼隸屬於臺灣澎湖縣望安鄉花嶼村，其位置在望安島西北稍南距離約18公里處，是澎湖縣最西方的島嶼。
花嶼的外形大致呈三角形，全島最高點位於東北岸的煙墩山，標高53公尺。面積為1.2737平方公里，海岸線長5.174公里，是澎湖群島極西的第十一大島。
2020年4月起，每日有3航班交通船往返花嶼與馬公。2020年7月起改爲2航班

## 名稱
漢人渡海來臺時，見澎湖諸島荒蕪，只有花嶼稍具綠意，因此稱此島爲花嶼，並稱鄰近另一島嶼爲草嶼。
花嶼村爲花嶼上唯一一個行政區劃，歷經以下變遷：
- 1862年（同治元年）《台灣府輿圖纂要·澎湖廳輿圖纂要》記載，水垵澳增設花嶼社。[7]
- 1897年（明治30年）臺灣割讓日本後，改爲澎湖廳網垵辦務署水垵澳花嶼鄉。
- 1898年（明治31年），改爲澎湖廳網垵出張所水垵澳花嶼鄉。
- 1901年（明治34年），改爲澎湖廳網垵支廳水垵澳花嶼鄉。
- 1909年（明治42年），改爲澎湖廳網垵支廳網垵區水垵澳花嶼鄉。
- 1920年（大正9年），改爲高雄州澎湖郡望安庄花嶼大字。
- 1926年（大正15年），改爲澎湖廳望安支廳望安庄花嶼大字。
- 1945年（民國34年），中華民國接管臺澎後，改爲澎湖縣望安區望安鄉花嶼村。
- 1950年（民國39年），區署層級行政單位廢止，鄉鎮直接隸屬縣，故改為澎湖縣望安鄉花嶼村。

## 歷史
臺灣清治時期，康熙23年（1684年）至乾隆年間，花嶼被列爲禁地，因此花嶼約至乾隆中期才有人定居。居民先祖主要由望安島上的水垵村及中社村遷徙而來。

## 地理位置
花嶼正南方約8公里有大、小貓嶼，正南方稍東有草嶼，約距8.5公里。

## 生態
花嶼的植物目前已有紀錄者有原生種95種、歸化種22種及栽培種11種（含9種木本植物），共計41科108屬128種。5其中蕨類1種、裸子植物2種、双子叶植物97種、單子葉植物28種。禾本科有19種最多，菊科17種次之，再其次是豆科15種，大戟科8種、錦葵科7種，其他各科種類均未及10種。

## 地質
花嶼的地質組成與澎湖其他島嶼相當不同。澎湖群島大多由基性的玄武岩質的火成岩所構成，僅有花嶼由安山岩質與酸性流紋岩、火成岩所構成。大約於9,000萬年前到5,000萬年前形成，為澎湖群島最古老的島嶼。
從地質年代上來看，澎湖群島的地質主要是由中新世火山作用造成，按岩層構成年代可分為數個地質層，由新至老分別為海濱堆積層、湖西層群、小門嶼群以及漁翁島群。但花嶼的石英斑岩矽質岩層卻較漁翁島群更為古老，為古生代至中生代的岩體，地質上與中国大陆福建較為類似。
島嶼外形略成三角狀，整體來說地勢由東北傾向西南，東西兩側高起，中央低平呈馬鞍型方山狀。東半部煙墩山海拔53公尺，為花嶼的最高點；西半部最高點建有花嶼燈塔，海拔約40公尺；中央鞍部低平處海拔則約35公尺；北半部地勢較為平坦，南半部則緩緩傾斜沒入海中。東、西、北三面由陡峭的海崖地形構成，為風化嚴重的安山岩質。其地表岩石裸露、各種不同岩性的岩脈相互交雜，地質極度破碎。東北岸柴垵仔有一向中央延伸的凹地。海岸向內地逐漸轉為礫石散布的草生地，再向內則為廢耕地，聚落則主要位於島嶼南端海岸。
島嶼東方向內陸凹陷形成林投灣，東北隅的柴垵仔亦向陸地凹陷，西邊海岸南灣、石人灣等地亦向內陸縮。

### 風化地景
在長期的風化作用下，刻劃出了不同的岩石景觀，有名的如下：

| - 臘腸狗石 - 豬頭岩 - 人面石 - 怪頭石柱 - 仙腳印石 - 小鯨魚洞 | - 一線天 - 鴨頭石 - 石觀音 - 石獅頭岩 - 情人石 - 石猴 |

而在東北面可以觀察到球狀風化石，洋蔥狀風化石等等。

## 圖輯

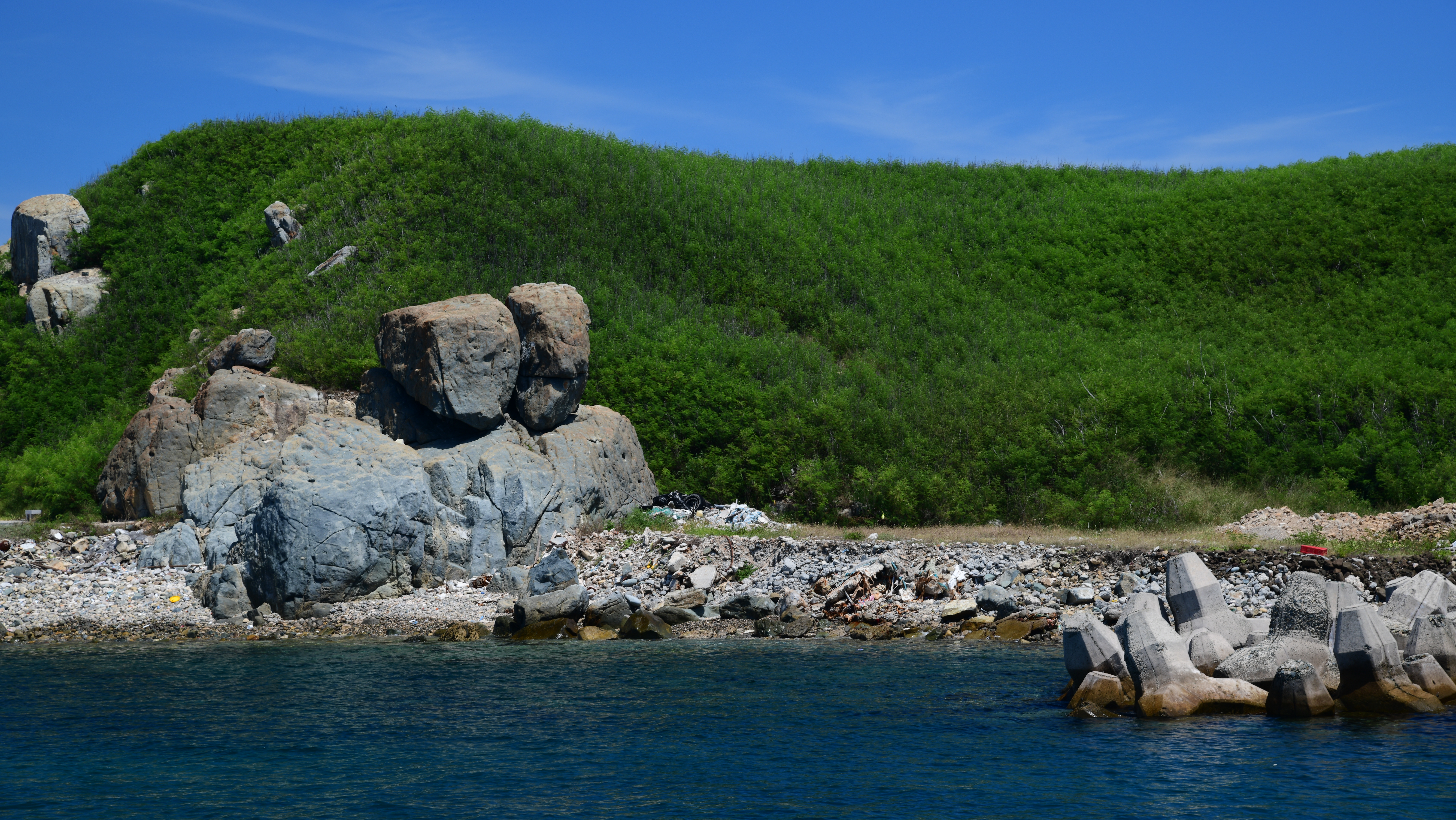
情人石（花嶼新港）
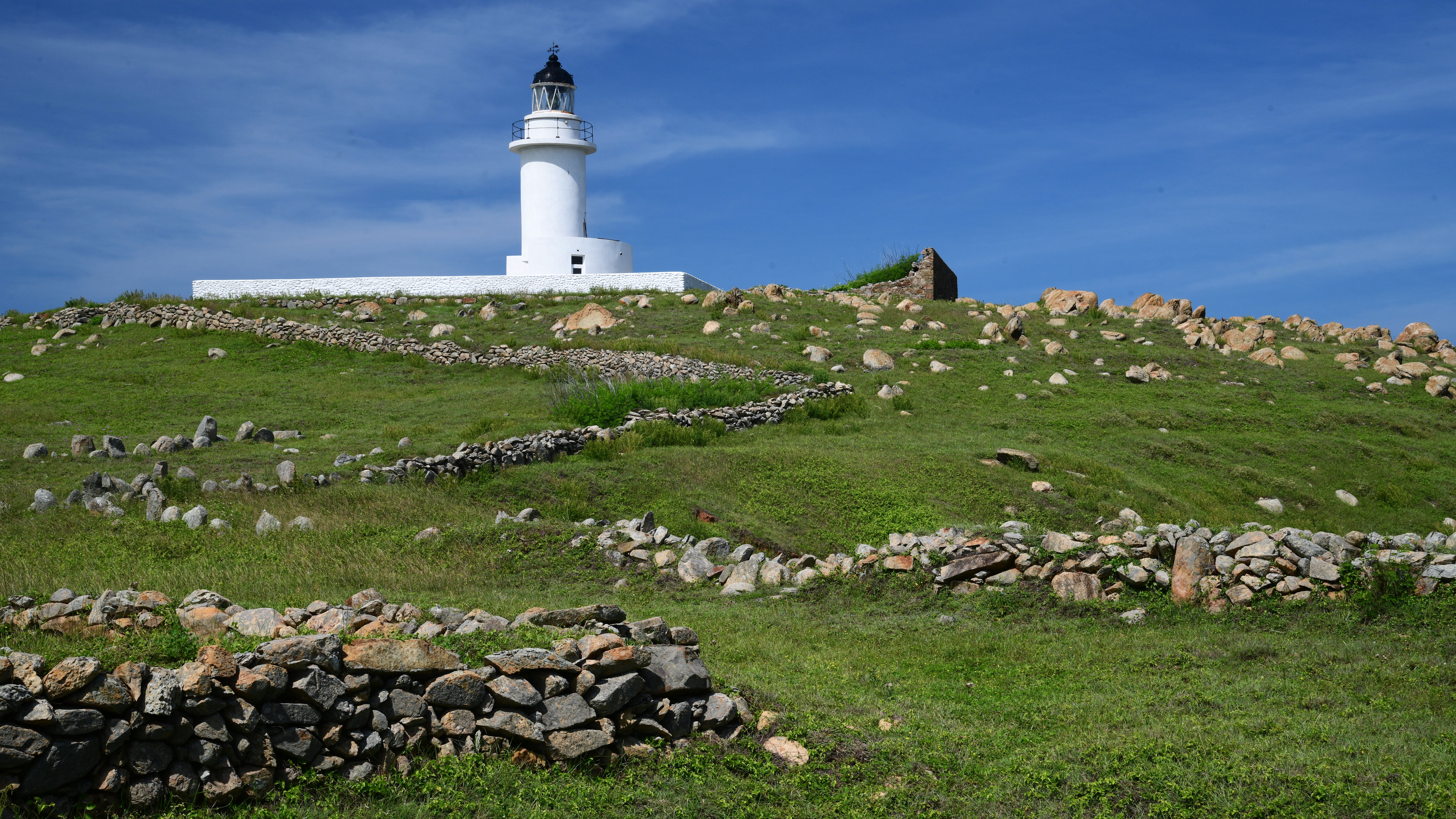
花嶼燈塔
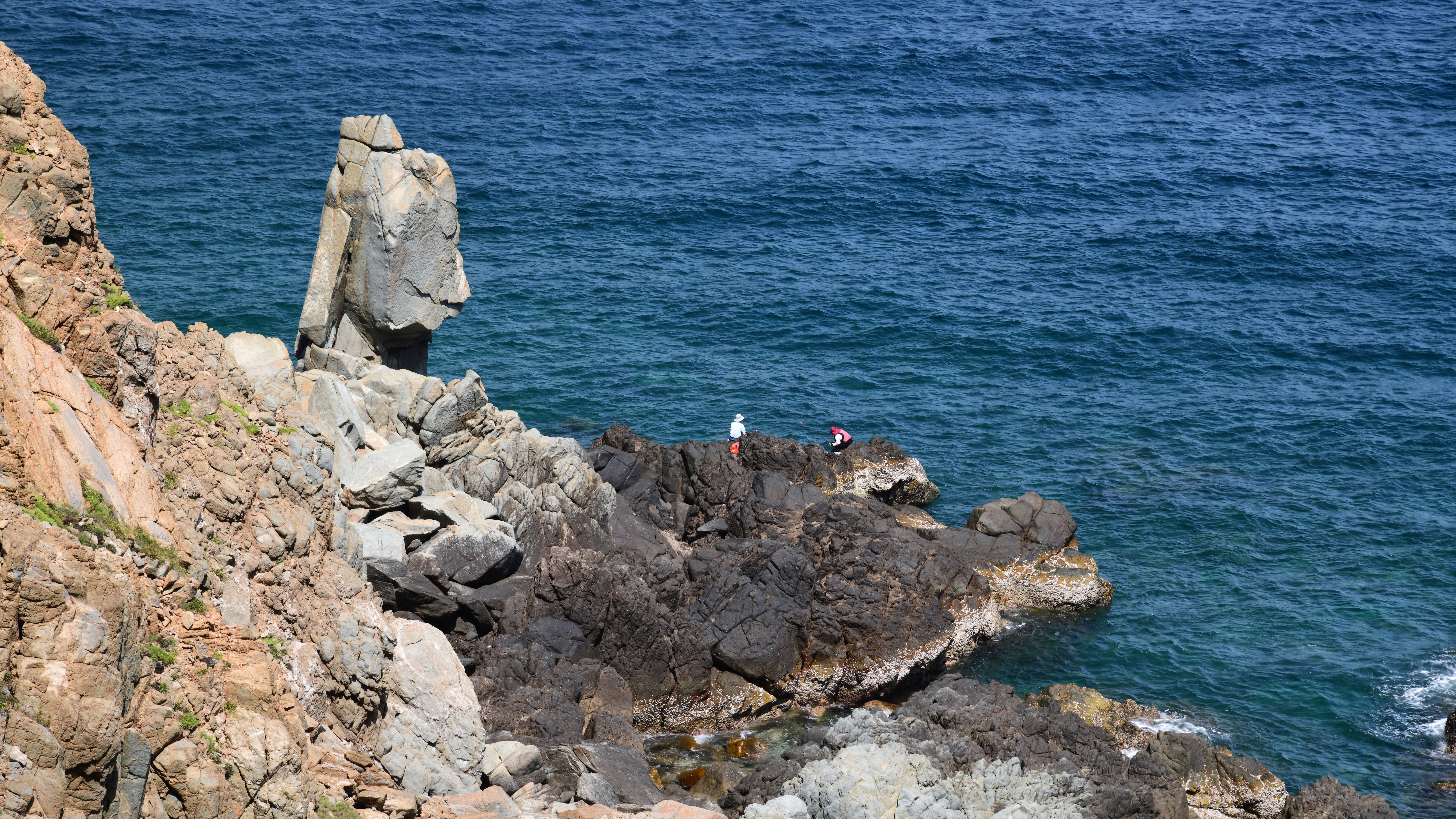
觀音石
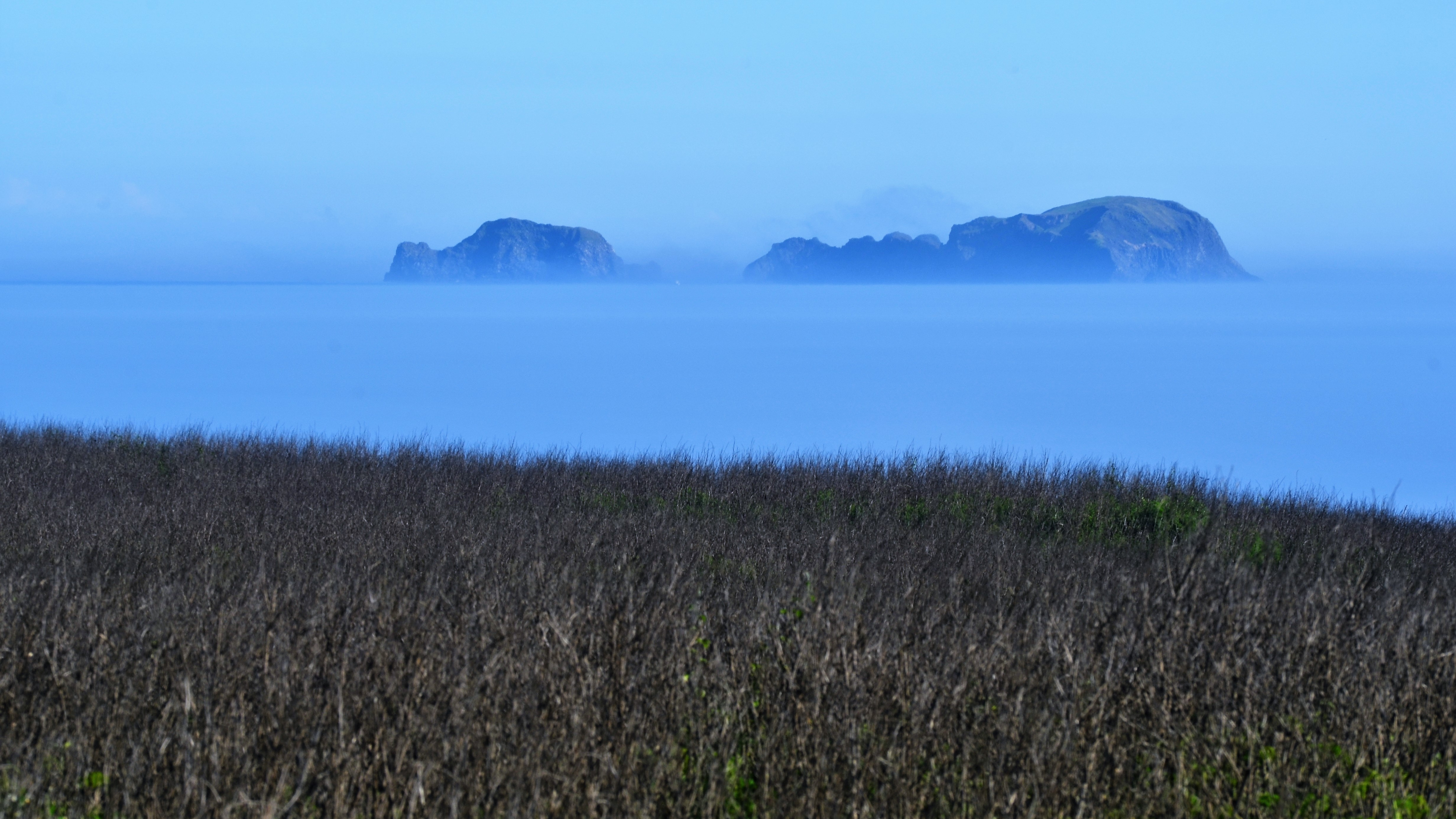
遠眺貓嶼

## 外部連結
- 澎湖縣望安鄉公所-花嶼村